# كلينتون بالو
كلينتون بالو (بالإنجليزية: Clinton Ballou)‏ هو عالم كيمياء حيوية أمريكي، ولد في 18 يونيو 1923 في King Hill, Idaho ‏ في الولايات المتحدة.